# Villa Gera Amadio Maresio detta Palazzo delle Anime
Villa Gera Amadio Maresio (o semplicemente Villa Maresio) detta Palazzo delle Anime è una villa veneta di Ogliano, nel comune di Conegliano, situata nella località agricola e collinare denominata "Calpena", tra il centro della frazione e Monticella.
Sui colli circostanti si vedono le sagome di Villa Lippomano, Villa Paccagnella e Villa Giustinian.

## Storia
Villa Maresio fu costruita nel XVII secolo ma sorge su rovine medievali e fu dimora di numerose famiglie nobili della zona, i Gera, gli Amadio e i Maresio.
Curiosa la vicenda della denominazione "Palazzo delle Anime", dovuta a una leggenda locale, secondo la quale vi visse una giovane donna che, una volta stancatasi dei propri uomini, li gettava nei sotterranei finché morivano: ancora secondo la leggenda, i lamenti e le grida delle loro anime imprigionate si udirebbero anche ora uscire dai muri della villa.

## Descrizione
Villa Maresio è un edificio di tre piani, con la parte centrale sopraelevata e terminante con un timpano dentellato. 
Le due facciate sono uguali e simmetriche: nella parte centrale sono aperte da tre portali al piano terra, ai quali corrispondono, al piano nobile e al secondo piano, due trifore a tutto sesto con mascherone in chiave.
Le due ali presentano coppie di monofore rettangolari ai due piani, mentre nel sottotetto vi sono due coppie di finestrelle ovali.